# Міністерство у справах релігій Ізраїлю
Міністерство у справах релігій Ізраїлю (івр. המשרד לשירותי דת) — урядова установа виконавчої влади Ізраїлю, що займається питаннями релігії. Створене у 1994 році.

## Основні функції
За законом про надання релігійних послуг населенню Ізраїлю від 1971 року, міністерство у справах релігій займається наступними питаннями:
1. Призначення релігійних рад та контроль їх діяльності.
2. Планування та асигнування будівлі синагог і микв.
3. Охорона громадського порядку в святих місцях Ізраїлю.
4. Дотримання законів кашрута в урядових і громадських установах.
5. Дієву участь у релігійних послуги, що надаються неєврейському населенню країни.

Міністерству у справах релігій підпорядковуються Головний Раввинат Ізраїлю, релігійні ради в містах Ізраїлю, раввинатські суди.

## Список міністрів
| #                                       | Міністр                                 | Партія                                           | Уряд                                    | Початок терміну                         | Кінець терміну                          | Примітки                                |
| Міністр у справах релігії і жертв війни | Міністр у справах релігії і жертв війни | Міністр у справах релігії і жертв війни          | Міністр у справах релігії і жертв війни | Міністр у справах релігії і жертв війни | Міністр у справах релігії і жертв війни | Міністр у справах релігії і жертв війни |
| --------------------------------------- | --------------------------------------- | ------------------------------------------------ | --------------------------------------- | --------------------------------------- | --------------------------------------- | --------------------------------------- |
| 1                                       | Ієгуда-Лейб Фішман Маймон               | Мізрахі Об'єднаний Релігійний Фронт              | Т, 1, 2                                 | 14 травня 1948                          | 8 жовтня 1951                           |                                         |
| Міністр релігії                         |                                         |                                                  |                                         |                                         |                                         |                                         |
| 2                                       | Хаїм Моше Шапіра                        | Ха-Поель Ха-Мізрахі Національно-Релігійна Партія | 3, 4, 5, 6, 7, 8                        | 8 жовтня 1951                           | 1 липня 1958                            |                                         |
| 3                                       | Яаков Моше Толедано                     | Безпартійний                                     | 8, 9                                    | 3 грудня 1958                           | 15 жовтня 1960                          |                                         |
| 4                                       | Зерах Варгафтіґ                         | Національно-Релігійна Партія                     | 10, 11, 12, 13, 14, 15                  | 2 листопада 1961                        | 10 березня 1974                         |                                         |
| 5                                       | Іцхак Рафаель                           | Національно-Релігійна Партія                     | 16                                      | 10 березня 1974                         | 3 червня 1974                           |                                         |
| 6                                       | Хаїм Йосеф Цадок                        | Маарах                                           | 17                                      | 3 червня 1974                           | 29 жовтня 1974                          |                                         |
| –                                       | Іцхак Рафаель                           | Національно-Релігійна Партія                     | 17                                      | 30 жовтня 1974                          | 22 грудня 1976                          |                                         |
| –                                       | Хаїм Йосеф Цадок                        | Маарах                                           | 17                                      | 16 січня 1977                           | 20 червня 1977                          |                                         |
| 7                                       | Аарон Абугаціра                         | Національно-Релігійна Партія                     | 18                                      | 20 червня 1977                          | 5 серпня 1981                           |                                         |
| Міністр у справах релігії               |                                         |                                                  |                                         |                                         |                                         |                                         |
| 8                                       | Йосеф Бурґ                              | Національно-Релігійна Партія                     | 19, 20                                  | 5 серпня 1981                           | 13 вересня 1984                         |                                         |
| 9                                       | Шимон Перес                             | Маарах                                           | 21                                      | 13 вересня 1984                         | 23 грудня 1984                          |                                         |
| –                                       | Йосеф Бурґ                              | Національно-Релігійна Партія                     | 21                                      | 23 грудня 1984                          | 5 жовтня 1986                           |                                         |
| 10                                      | Звулон Гаммер                           | Національно-Релігійна Партія                     | 21, 22, 23                              | 7 жовтня 1986                           | 11 червня 1990                          |                                         |
| 11                                      | Авнер Шакі                              | Національно-Релігійна Партія                     | 24                                      | 11 червня 1990                          | 13 липня 1992                           |                                         |
| 12                                      | Іцхак Рабін                             | Авода                                            | 25                                      | 13 липня 1992                           | 27 лютого 1995                          |                                         |
| 13                                      | Шимон Шитріт                            | Авода                                            | 25, 26                                  | 27 лютого 1995                          | 18 червня 1996                          |                                         |
| 14                                      | Біньямін Нетаньягу                      | Лікуд                                            | 27                                      | 18 червня 1996                          | 7 серпня 1996                           |                                         |
| 15                                      | Еліягу Свіса                            | ШАС                                              | 27                                      | 7 серпня 1996                           | 12 серпня 1997                          |                                         |
| –                                       | Біньямін Нетаньягу                      | Лікуд                                            | 27                                      | 12 серпня 1997                          | 22 серпня 1997                          |                                         |
| –                                       | Звулон Гаммер                           | Національно-Релігійна Партія                     | 27                                      | 22 серпня 1997                          | 20 січня 1998                           |                                         |
| –                                       | Біньямін Нетаньягу                      | Лікуд                                            | 27                                      | 20 січня 1998                           | 25 лютого 1998                          |                                         |
| 16                                      | іцхак Леві                              | Національно-Релігійна Партія                     | 27                                      | 25 лютого 1998                          | 13 вересня 1998                         |                                         |
| –                                       | Еліягу Свіса                            | ШАС                                              | 27                                      | 13 вересня 1998                         | 6 липня 1999                            |                                         |
| 17                                      | Іцхак Коен                              | ШАС                                              | 28                                      | 6 липня 1999                            | 11 липня 2000                           |                                         |
| 18                                      | Йосі Бейлін                             | Єдиний Ізраїль                                   | 28                                      | 11 жовтня 2000                          | 7 березня 2001                          |                                         |
| 19                                      | Ашер Огана                              | Безпартійний                                     | 29                                      | 7 березня 2001                          | 28 лютого 2003                          |                                         |
| 20                                      | Аріель Шарон                            | Лікуд                                            | 30                                      | 28 лютого 2003                          | 31 грудня 2003                          |                                         |
| Міністр релігійних служб                |                                         |                                                  |                                         |                                         |                                         |                                         |
| –                                       | Іцхак Коен                              | ШАС                                              | 31                                      | 14 січня 2008                           | 31 березня 2009                         |                                         |
| 21                                      | Яаков Маргі                             | ШАС                                              | 32                                      | 31 березня 2009                         | 18 березня 2013                         |                                         |
| 22                                      | Нафталі Беннет                          | Єврейський дім                                   | 33                                      | 18 березня 2013                         | 14 травня 2015                          |                                         |
| 23                                      | Давид Азулай                            | ШАС                                              | 34                                      | 14 травня 2015                          |                                         |                                         |